# اگراهرا بچاهالی
اگراهرا بچاهالی (به انگلیسی: Agrahara Bachahalli) یک منطقهٔ مسکونی در هند است که در کارناتاکا واقع شده‌است.